# Sommet du G7 de 2015
Pour un article plus général, voir Sommet du G8.
Le sommet du G7 2015 a lieu les 7 et 8 juin 2015 au Schloss Elmau à Krün (arrondissement de Garmisch-Partenkirchen) en Allemagne, avec les mêmes participants permanents qu'au sommet du G7 2014 et des pays invités : l'Irak, le Nigeria, la Tunisie, l'Éthiopie, le Liberia, le Sénégal, et l'Afrique du Sud. Le FMI, l'ONU et l'OCDE étaient également représentés. Un des objectifs est de préparer la conférence de Paris sur les changements climatiques.
Le sommet se termine par un accord historique sur le climat en renonçant aux énergies fossiles et sur la poursuite des sanctions contre la Russie. Le virus Ebola, l'état de droit et le dialogue avec la société civile sont également abordés.

## Représentants des participants permanents
| Participants au G7 de Bruxelles |                  |                     |                            |
| Membres                         | Membres          | Représenté par      | Fonction                   |
| Drapeau du Canada               | Canada           | Stephen Harper      | Premier ministre           |
| Drapeau de la France            | France           | François Hollande   | Président                  |
| Drapeau de l'Allemagne          | Allemagne        | Angela Merkel       | Chancelière fédérale       |
| Drapeau de l'Italie             | Italie           | Matteo Renzi        | Président du Conseil       |
| Drapeau du Japon                | Japon            | Shinzō Abe          | Premier ministre           |
| Drapeau du Royaume-Uni          | Royaume-Uni      | David Cameron       | Premier ministre           |
| Drapeau des États-Unis          | États-Unis       | Barack Obama        | Président                  |
| Drapeau de l’Union européenne   | Union européenne | Jean-Claude Juncker | Président de la Commission |
| Drapeau de l’Union européenne   | Union européenne | Donald Tusk         | Président du Conseil       |